# Новий Арбат
Новий Арбат (назва з 25 жовтня 1994 року, у 1963—1994 рр. — частина проспекту Калініна) — вулиця в Центральному адміністративному окрузі міста Москви на території району «Арбат».
Вулиця названа по сусідній вулиці Арбат.
Проходить від площі Арбатські Ворота до площі Вільної Росії, розташована між Арбатом і Поварською вулицею. Нумерація будинків ведеться від площі Арбатські Ворота.